# Parallelia macrorhyncha
Parallelia macrorhyncha là một loài bướm đêm trong họ Erebidae.